# 康安街道
康安街道是中国黑龙江省哈尔滨市道里区下辖的一个街道，位于道里区西部，地处城郊结合部，西部与工农街道接壤。康安地区居民涵盖6个民族，人口构成复杂，人均收入比较低，生活也较为困难。。